# Арапоти
Арапоти (порт. Arapoti) — муниципалитет в Бразилии, входит в штат Парана. Составная часть мезорегиона Восточно-центральная часть штата Парана. Входит в экономико-статистический микрорегион Жагуариаива. Население составляет 26 067 человек на 2006 год. Занимает площадь 1360,498 км². Плотность населения — 19,2 чел./км².
Праздник города — 18 декабря.

## История
Город основан в 1955 году.

## Статистика
- Валовой внутренний продукт на 2003 год составляет 412 660 470,00 реалов (данные: Бразильский институт географии и статистики).
- Валовой внутренний продукт на душу населения на 2003 год составляет 16 462,96 реалов (данные: Бразильский институт географии и статистики).
- Индекс развития человеческого потенциала на 2000 год составляет 0,761 (данные: Программа развития ООН).

## География
Климат местности: субтропический. В соответствии с классификацией Кёппена, климат относится к категории Cfa.

## Галерея

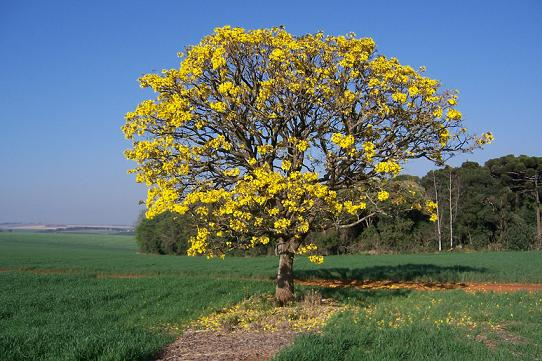
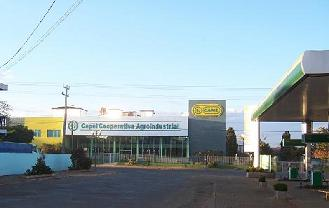
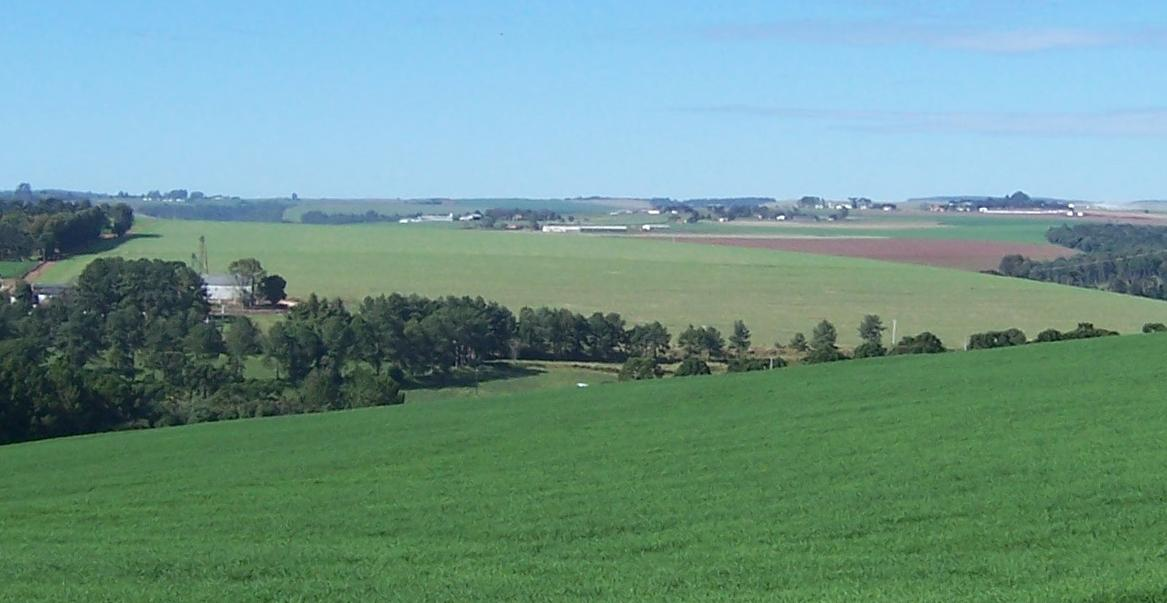
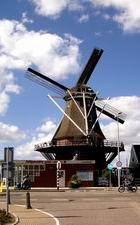